# イアン・マレー (第10代アソル公爵)
第10代アソル公爵ジョージ・イアン・マレー（英語: George Iain Murray, 10th Duke of Atholl,DL、1931年6月19日 - 1996年2月27日）はイギリスの貴族、地主。

## 生涯

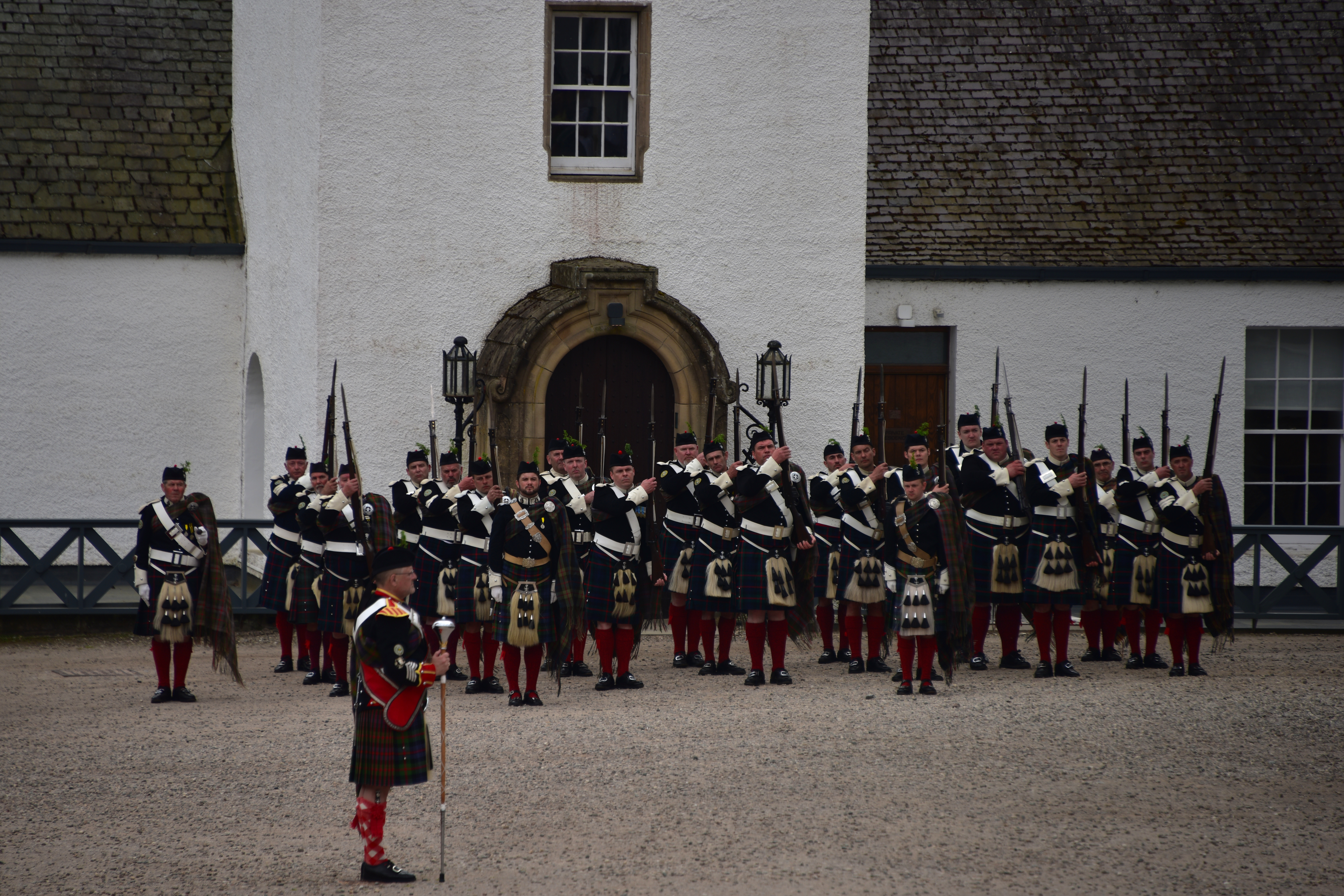
公爵が復活させたアソル公家私兵アソル・ハイランダーズ

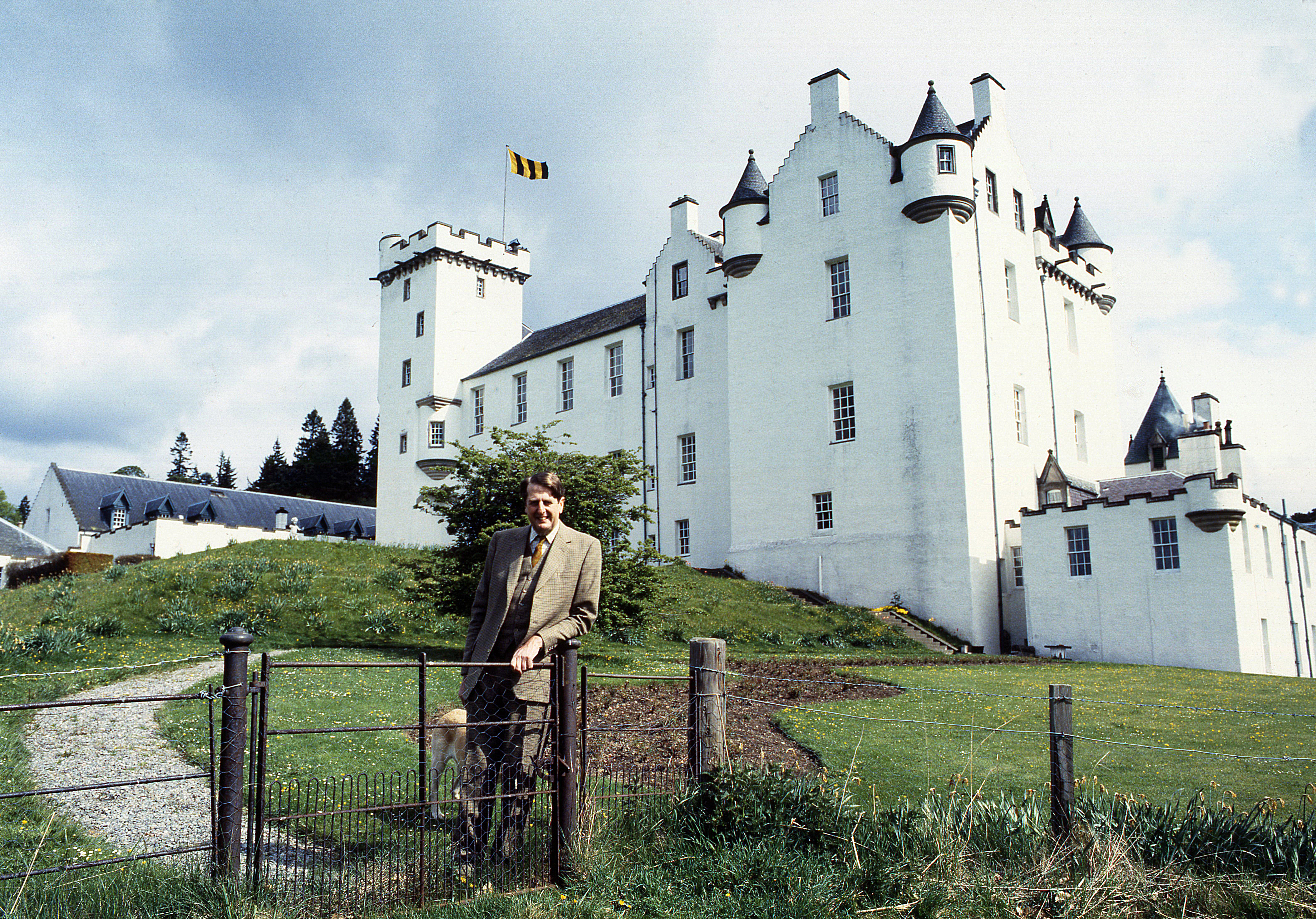
本邸アソル城の前に立つ公爵

ジョージ・アンソニー・マレー陸軍中佐（George Anthony Murray、1907年1月7日 - 1945年4月戦死）とアンゲラ・ピアソン（Angela Pearson、第2代カウドレー子爵の娘）との長男として生まれた。彼は第3代アソル公爵の次男ジョージ・マレーの昆孫にあたっており、遠縁ながら公爵家の親族であった。
イートン校に学んだのち、オックスフォード大学クライストチャーチ・カレッジに進学、学士課程を修了した。本家筋の第9代アソル公爵が1957年に子のないまま死去すると、アソル公爵位を始めとするスコットランド貴族爵位を継承した。この際に併せて父祖の地所を相続した。翌年にはスコットランド貴族代表議員に選ばれて1963年までその職を務めた。貴族院議員として月曜会に所属した。1966年には休止していた公爵家私兵アソル・ハイランダーズを再興している。儀仗兵アソル・ハイランダーズは公爵家旧邸宅ブレア城を拠点として、現在も同地で活動している。また、1980年にパース＝キンロス州副統監(Deputy Lieutenant of Perth and Kinross)に就任した。
公爵は生涯未婚であったことから、爵位は親族のジョン・マレーへと継承された。ジェームズは死の前日に邸宅アソル城と一族の地所について、慈善団体アソル・エステート(Atholl Estate)への寄付を発表した。同トラストはかつての公爵家地所145,000エーカー（約580㎢）を擁して事業展開を続けている。

## 人物
- 195cmの長躯を誇る人物であったが、それに反して『チビのイアン(Wee Iain)』と渾名された[5]。

### 註釈
1. ↑  彼は3代公の次男ジョージ・マレーの息子ジョージ（英語版）の孫サー・ジョージ・マレー（英語版）の更に曾孫にあたる。